# Campeonato de Suiza de hockey sobre patines
El Campeonato de Suiza de hockey sobre patines es una competición que se disputa a nivel nacional en Suiza anualmente, desde 1925 en la modalidad de Liga, y además desde 1958 en la modalidad de Copa. Es una de las competiciones más antiguas del mundo en este deporte, y la única que se ha disputado ininterrumpidamente, ya que nunca se ha suspendido, ni siquiera durante la Segunda Guerra Mundial. Está abierto a la participación de todos los clubes suizos inscritos en la Federación Suiza de Rollhockey (FSRH/SRHV), y además permite participar por invitación a algunos clubes de países vecinos como Alemania o Austria.

## Competición de Liga
La competición de liga se disputa en tres niveles, enlazados entre sí por un sistema de ascensos y descensos, en virtud de la clasificación obtenida al final de cada temporada:
- Primer nivel. LNA (Liga Nacional A), esta es la denominación que se emplea habitualmente en Suiza para definir a la máxima categoría de los deportes de equipo. Se disputaron cuatro ediciones previas entre 1911 y 1914, instaurándose definitivamente a partir de la temporada 1924/25. Compuesta por ocho equipos que disputan una liga regular, enfrentándose posteriormente los cuatro primeros entre sí en un play-off al mejor de tres partidos; mientras los cuatro últimos se enfrentan entre sí en un play-out por una plaza de descenso. En la temporada 2024/25 militan en la LNA seis equipos suizos, más dos equipos austriacos, el RHC Dornbirn y el RHC Wolfurt. Hasta 2015 también participaban algunos equipos alemanes, como RSV Weil y RHC Friedlingen.
- Segundo nivel. LNB (Liga Nacional B), esta es la denominación que se emplea habitualmente en Suiza para definir a la segunda categoría de los deportes de equipo. Creada en la temporada 1952/53. Compuesta por ocho equipos, con el mismo sistema de competición que la LNA. En la temporada 2024/25 militan en la LNB ocho equipos suizos: cinco son el primer equipo de su club y los otros tres son segundos equipos de los participantes en la LNA.
- Tercer nivel. 1.Liga. Creado en la temporada 1999/2000 con el nombre de LNC (Liga Nacional C), esta es la denominación que se emplea habitualmente en Suiza para definir a la tercera categoría de los deportes de equipo. En 2020 adquirió a actual denominación. Compuesta por los restantes equipos que cada temporada se inscriban en la competición. En la temporada 2024/25 la 1.Liga está compuesta por seis equipos suizos y dos austriacos, dos son el primer equipo de su club y los otros seis son segundos equipos de los participantes en las categorías superiores.
- Cuarto nivel. 2.Liga. Anteriormente se disputó un Campeonato de reservas entre las temporadas 2000/01 y 2004/05 y a partir de esa temporada, los equipos filiales o de reservas, se integraron en la LNC. En 2020 se crea la 2.Liga, compuesta en su totalidad por segundos equipos.

### Clubes en activo en 2023
En 2023 permanecen en activo un total de 16 clubes suizos 
| Club                             | Localidad                        | Región  | Fundación | SM | SF | OE | Nivel 2022/23 | Rank. |
| -------------------------------- | -------------------------------- | ------- | --------- | -- | -- | -- | ------------- | ----- |
| RHC Gipf-Oberfrick               | Gipf-Oberfrick (Laufenburg)      | Argovia | 1983      | 1  | 1  | 3  | 3ºː LNC       | 575   |
| Rollerhocley-club Vordemwald     | Vordemwald (Zofingen)            | Argovia | 1987      | 3  | 1  | 7  | 2ºː LNB       | 182   |
| RCV White Sox                    | Vordemwald (Zofingen)            | Argovia | 2017      | 1  |    |    | 2ºː LNB       |       |
| Roller Marzili                   | Berna (Berna-Mittelland)         | Berna   | 2022      |    |    | 1  | inferiores    |       |
| Rink-Hockey Club Diessbach       | Diessbach bei Büren (Seeland)    | Berna   | 1984      | 3  | 1  | 5  | 1ºː LNA       | 79    |
| HC Münsingen Wölfe               | Münsingen (Berna-Mittelland)     | Berna   | 2015      | 2  |    | 5  | 3ºː LNC       | 610   |
| Sportclub Thunerstern Rollhockey | Thun (Thun)                      | Berna   | 1959      | 2  |    | 2  | 1ºː LNA       | 100   |
| Rollsport-club Uttigen           | Uttigen (Thun)                   | Berna   | 1980      | 1  |    | 5  | 1ºː LNA       | 118   |
| RC Uttigen Devils                | Uttigen (Thun)                   | Berna   | 2001      | 1  |    |    | 2ºː LNB       | 433   |
| Rollhockey Club Wimmis           | Wimmis (Frutigen)                | Berna   | 1975      | 2  |    | 4  | 1ºː LNA       | 174   |
| Genève Rink Hockey Club          | Ginebra                          | Ginebra | 1939      | 2  |    | 4  | 1ºː LNA       | 92    |
| Jet RC Genève                    | Ginebra                          | Ginebra | 2012      | 1  |    |    | 2ºː LNB       | 482   |
| Roller Club Biasca               | Biasca (Riviera)                 | Tesino  | 1985      | 1  |    | 3  | 1ºː LNA       | 89    |
| Roll Hockey Club Uri             | Seedorf                          | Uri     | 1988      | 1  | 1  | 5  | 1ºː LNA       | 213   |
| Pully RHC                        | Pully (Lavaux-Oron)              | Vaud    | 1950      | 1  |    | 2  | 2ºː LNB       | 265   |
| Montreux Hockey Club             | Montreux (Riviera-Pays-d'Enhaut) | Vaud    | 1911      | 1  | 1  | 6  | 2ºː LNB       | 196   |

## Historial de la LNA

### Campeonatos delsigloXX
| Año  | Campeón     |
| ---- | ----------- |
| 1925 | Montreux HC |
| 1926 | Montreux HC |
| 1927 | Montreux HC |
| 1928 | Montreux HC |
| 1929 | Montreux HC |
| 1930 | Montreux HC |
| 1931 | Montreux HC |
| 1932 | Montreux HC |
| 1933 | Montreux HC |
| 1934 | Montreux HC |
| 1935 | Montreux HC |
| 1936 | Montreux HC |
| 1937 | Montreux HC |
| 1938 | Montreux HC |
| 1939 | Montreux HC |
| 1940 | Montreux HC |
| 1941 | Montreux HC |
| 1942 | Zürcher RSC |
| 1943 | Montreux HC |

| Año  | Campeón     |
| ---- | ----------- |
| 1944 | Montreux HC |
| 1945 | Montreux HC |
| 1946 | Montreux HC |
| 1947 | Montreux HC |
| 1948 | Montreux HC |
| 1949 | Montreux HC |
| 1950 | Montreux HC |
| 1951 | Montreux HC |
| 1952 | Montreux HC |
| 1953 | Montreux HC |
| 1954 | Montreux HC |
| 1955 | Montreux HC |
| 1956 | Montreux HC |
| 1957 | Montreux HC |
| 1958 | Montreux HC |
| 1959 | Montreux HC |
| 1960 | Montreux HC |
| 1961 | Montreux HC |
| 1962 | Gèneve RHC  |

| Año  | Campeón          |
| ---- | ---------------- |
| 1963 | Montreux HC      |
| 1964 | Montreux HC      |
| 1965 | Montreux HC      |
| 1966 | Montreux HC      |
| 1967 | Rollsport Zúrich |
| 1968 | Rollsport Zurich |
| 1969 | Montreux HC      |
| 1970 | Rollsport Zurich |
| 1971 | Rollsport Zurich |
| 1972 | Rollsport Zurich |
| 1973 | Rollsport Zurich |
| 1974 | Rollsport Zurich |
| 1975 | Montreux HC      |
| 1976 | Montreux HC      |
| 1977 | Rollsport Zurich |
| 1978 | Rollsport Zurich |
| 1979 | RC Zurich        |
| 1980 | SC Thunerstern   |
| 1981 | Vevey HC         |

| Año  | Campeón        |
| ---- | -------------- |
| 1982 | Montreux HC    |
| 1983 | Montreux HC    |
| 1984 | Montreux HC    |
| 1985 | RS Basel       |
| 1986 | Montreux HC    |
| 1987 | Montreux HC    |
| 1988 | SC Thunerstern |
| 1989 | SC Thunerstern |
| 1990 | SC Thunerstern |
| 1991 | SC Thunerstern |
| 1992 | Gèneve RHC     |
| 1993 | Gèneve RHC     |
| 1994 | SC Thunerstern |
| 1995 | Gèneve RHC     |
| 1996 | Gèneve RHC     |
| 1997 | Gèneve RHC     |
| 1998 | Gèneve RHC     |
| 1999 | RSC Uttigen    |
| 2000 | RSC Uttigen    |

### Campeonatos delsigloXXI
| Ed.      | Año  | Tabla de clasificaciones | Tabla de clasificaciones | Tabla de clasificaciones | Tabla de clasificaciones |
| Ed.      | Año  | Campeón                  | Subcampeón               | Tercer clasificado       | Cuarto clasificado       |
| -------- | ---- | ------------------------ | ------------------------ | ------------------------ | ------------------------ |
| LXXVIII  | 2001 | SC Thunerstern           | Gèneve RHC               | RSC Uttigen              | Wimmis RHC               |
| LXXIX    | 2002 | RSC Uttigen              | Gèneve RHC               | SC Thunerstern           | RHC Diessbach            |
| LXXIX    | 2003 | RSC Uttigen              |                          |                          |                          |
| LXXX     | 2004 | RSC Uttigen              |                          |                          |                          |
| LXXXI    | 2005 | SC Thunerstern           | Wimmis RHC               | Montreux HC              | Gèneve RHC               |
| LXXXII   | 2006 | Gèneve RHC               | Wimmis RHC               | RSC Uttigen              | SC Thunerstern           |
| LXXXIII  | 2007 | Wimmis RHC               |                          |                          |                          |
| LXXXIV   | 2008 | Gèneve RHC               |                          |                          |                          |
| LXXXV    | 2009 | RSV Weil                 |                          |                          |                          |
| LXXXVI   | 2010 | Gèneve RHC               |                          |                          |                          |
| LXXXVII  | 2011 | Gèneve RHC               |                          |                          |                          |
| LXXXVIII | 2012 | RHC Friedlingen          |                          |                          |                          |
| LXXXIX   | 2013 | RHC Diessbach            |                          |                          |                          |
| XC       | 2014 | Gèneve RHC               |                          |                          |                          |
| XCI      | 2015 | RHC Basel                | Gèneve RHC               | RHC Diessbach            | Montreux HC              |
| XCII     | 2016 | RHC Diessbach            |                          |                          |                          |
| XCIII    | 2017 | Montreux HC              | Gèneve RHC               | RHC Diessbach            | RHC Dornbirn             |
| XCIV     | 2018 | Montreux HC              | RC Biasca                | RHC Diessbach            | RSC Uttigen              |
| XCV      | 2019 | RHC Diessbach            | RC Biasca                | Montreux HC              | RHC Dornbirn             |
| XCVI     | 2022 | RHC Diessbach            | Gèneve RHC               | Montreux HC              | RHC Dornbirn             |
| XCVII    | 2023 | RHC Diessbach            | RC Biasca                | SC Thunerstern           | Gèneve RHC               |
| XCVIII   | 2024 | RHC Diessbach            | RHC Dornbirn             | RSC Uttigen              | SC Thunerstern           |
| XCIX     | 2025 | RHC Diessbach            | Wimmis RHC               | RC Biasca                | Pully RHC                |

## Competición de Copa
| Año  | Campeón          | Subcampeón         |
| 1958 | Montreux HC      | R.C. Zurich        |
| 1959 | Rollsport Zurich | Lions Lausanne     |
| 1960 | Montreux HC      | Lausanne Roller    |
| 1961 | Montreux HC      | Rollsport Zurich   |
| 1962 | Gèneve RHC       | Lions Lausanne     |
| 1963 | Montreux HC      | Rollsport Zurich   |
| 1964 | Montreux HC      | Rollsport Zurich   |
| 1965 | Montreux HC      | Lausanne Roller    |
| 1966 | Rollsport Zurich | Lions Lausanne     |
| 1967 | Rollsport Zurich | RS Basel           |
| 1968 | Rollsport Zurich | Gèneve RHC         |
| 1969 | Montreux HC      | Rollsport Zurich   |
| 1970 | Montreux HC      | RS Basel           |
| 1971 | Montreux HC      | Lions Lausanne     |
| 1972 | Montreux HC      | Rollsport Zurich   |
| 1973 | Rollsport Zurich | Montreux HC        |
| 1974 | Rollsport Zurich | Montreux HC        |
| 1975 | Montreux HC      | Gèneve RHC         |
| 1976 | RS Basel         | R.C. Zurich        |
| 1977 | RS Basel         | SC Thunerstern     |
| 1978 | Montreux HC      | Vevey HC           |
| 1979 | RS Basel         | Vevey HC           |
| 1980 | Montreux HC      | Vevey HC           |
| 1981 | Montreux HC      | RS Basel           |
| 1982 | Vevey HC         | RC Zurich          |
| 1983 | Villeneuve       | SC Thunerstern     |
| 1984 | Montreux HC      | SC Thunerstern     |
| 1985 | Gèneve RHC       | Villeneuve         |
| 1986 | SC Thunerstern   | Montreux HC        |
| 1987 | RS Basel         | Montreux HC        |
| 1988 | Wimmis RHC       | SC Thunerstern     |
| 1989 | SC Thunerstern   | RHC Gipf-Oberfrick |
| 1990 | Gèneve RHC       | SC Thunerstern     |
| 1991 | Gèneve RHC       | Montreux HC        |

| Año  | Campeón        | Subampeón       |
| 1992 | Gèneve RHC     | SC Thunerstern  |
| 1993 | Gèneve RHC     | Wimmis RHC      |
| 1994 | SC Thunerstern | Gèneve RHC      |
| 1995 | Gèneve RHC     | RSC Uttigen     |
| 1996 | Wimmis RHC     | RSC Uttigen     |
| 1997 | SC Thunerstern | Gèneve RHC      |
| 1998 | SC Thunerstern | RSC Uttigen     |
| 1999 | Gèneve RHC     | Wimmis RHC      |
| 2001 | SC Thunerstern | RSC Uttigen     |
| 2002 | Gèneve RHC     | Wimmis RHC      |
| 2003 | Gèneve RHC     | RSC Uttigen     |
| 2004 | RHC Diessbach  | RSC Uttigen     |
| 2005 | Wimmis RHC     | RSC Uttigen     |
| 2006 | SC Thunerstern | RC Biasca       |
| 2007 | Gèneve RHC     | SC Thunerstern  |
| 2008 | Gèneve RHC     | SC Thunerstern  |
| 2009 | RSV Weil       | RSC Uttigen     |
| 2010 | RHC Diessbach  | RSV Weil        |
| 2011 | RHC Diessbach  | RHC Friedlingen |
| 2012 | Gèneve RHC     | RHC Diessbach   |
| 2013 | Gèneve RHC     | RSC Uttigen     |
| 2014 | Gèneve RHC     | RSV Weil        |
| 2015 | Montreux HC    | Gèneve RHC      |
| 2016 | RHC Diessbach  | Gèneve RHC      |
| 2017 | RHC Dornbirn   | Gèneve RHC      |
| 2018 | RHC Diessbach  | Montreux HC     |
| 2019 | RHC Diessbach  | Gèneve RHC      |
| 2019 | RHC Diessbach  | Gèneve RHC      |
| 2023 | RHC Diessbach  | RC Biasca       |
| 2024 | RHC Diessbach  | RHC Dornbirn    |
| 2025 | RHC Diessbach  | RHC Dornbirn    |